# Couch Connections
Couch Connections ist ein Dokumentarfilm von Christoph Pehofer, der sich mit dem Thema Couchsurfing befasst. Der Film dokumentiert seine neunmonatige Reise quer durch Nordamerika und Asien. Die österreichische Premiere war am 13. Jänner 2020 im Wiener Haydn Cinema.

## Rezeption

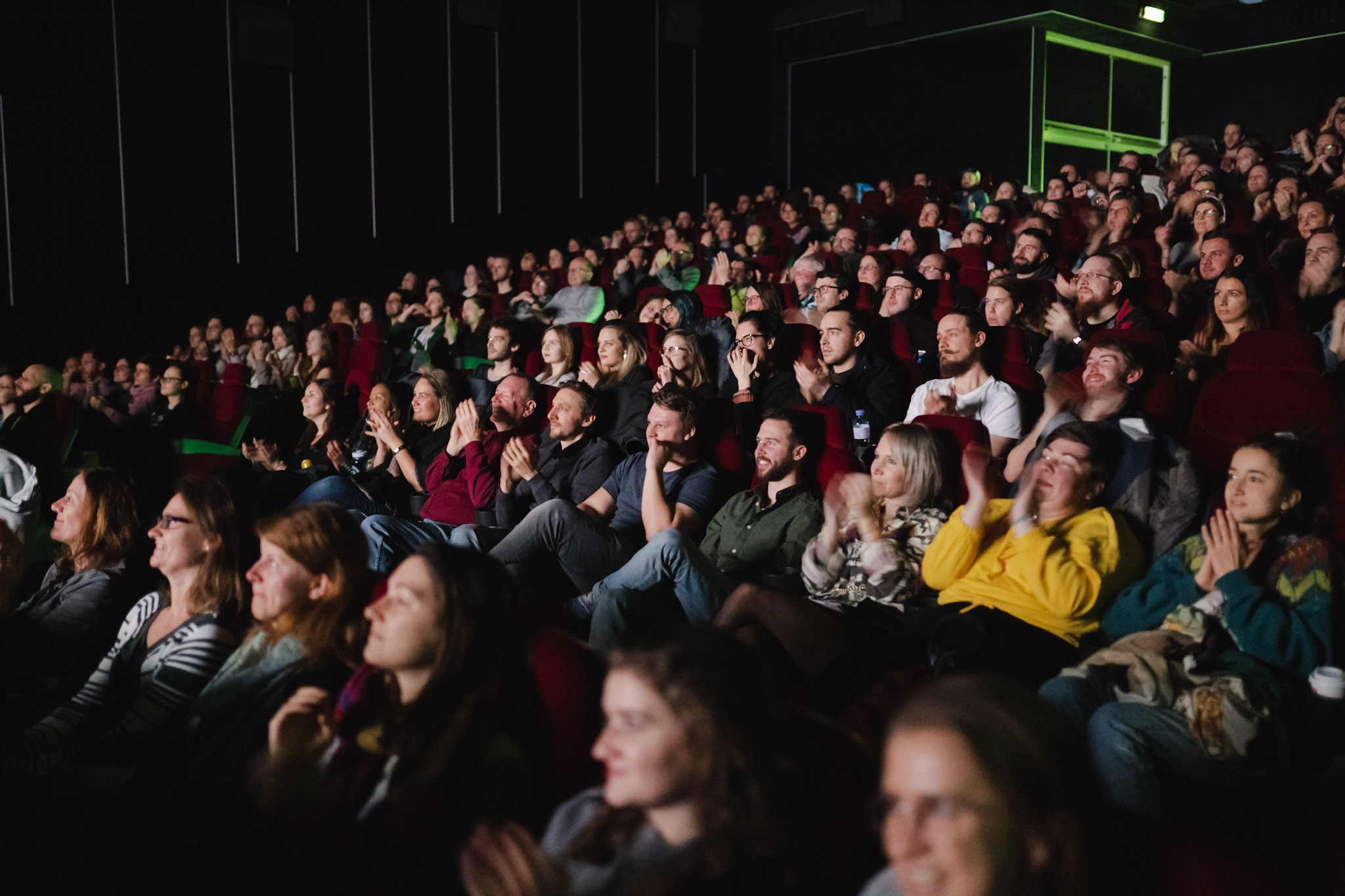
Ausverkaufte Premiere im Haydn Cinema in Wien

Die Süddeutsche Zeitung schrieb im Filmtipp des Tages: „In seinem Dokumentarfilm ‚Couch Connections‘ nimmt der österreichische Regisseur Christoph Pehofer seine Zuschauer mit auf eine besondere Reise“. Und spricht sowohl die aktuelle Corona-Situation an. „Wonach hat man in diesen Zeiten am meisten Sehnsucht? Nach Reisen höchstwahrscheinlich. Am besten um die ganze Welt und um eine, die nicht gerade von einem Virus bestimmt wird. Unbekümmert mit einem Rucksack auf dem Rücken von Land zu Land zu ziehen, fremde Menschen kennenzulernen und mit ihnen – vielleicht auch völlig unbekleidet – Arm in Arm am Strand mit einem Bier anzustoßen. Klingt momentan unmöglich, sollte vielleicht auch gemieden werden, aber jemandem bei solch einem Abenteuer zuzusehen – das geht.“
Die Presse erzählte von der positiven Atmosphäre im Film „Mit seinem Film will er hingegen von dem vielen Positiven berichten, das er mit bis dahin unbekannten Menschen erlebt hat. Jeder Freund war einmal ein Fremder, lautet der Slogan seines Films“. Speziell von seiner verrücktesten Erfahrung wird viel berichtet: „Es war, nach 50 Anfragen, das einzige Angebot, das er in New York kriegen konnte. Und ja, Christoph Pehofer wusste, dass der Gastgeber Nudist ist […] Am Ende war der 67-jährige New Yorker, […] jener Gastgeber, bei dem Pehofer am längsten geblieben war. Einblicke in fremde Wohn- und Lebenssituationen, wie man sie sonst wohl kaum bekommt.“